# 拉伊莱罗斯区
拉伊莱罗斯区（法語：Arrondissement de L'Haÿ-les-Roses）是法国法兰西岛大区马恩河谷省所辖的一个区。总面积35平方公里，总人口558539，人口密度15958人/平方公里（2016年）。主要城镇为拉伊莱罗斯。

## 辖区
拉伊莱罗斯区辖有18个市镇。